# Circo romano di Milano
(Ausonio, Ordo urbium nobilium, VII.)
Il circo romano di Milano era un antico circo della città romana di Mediolanum, l'odierna Milano. L'edificio, che misurava 470 metri in lunghezza e 85 in larghezza, fu il più grande circo romano costruito durante l'epoca della Tetrarchia di Diocleziano. Poche città romane potevano vantare di possedere un circo, poiché era simbolo di un grande potere economico, visto il costo del mantenimento di una struttura così grande e dei cavalli, e militare. Nel Nord Italia, oltre a Milano, solo Aquileia possedeva un circo. Il circo romano di Milano era principalmente utilizzato per gare sportive a cavallo, guidate sia da bighe che da quadrighe, ed eccezionalmente per combattimenti tra gladiatori.
Il circo romano di Milano venne edificato per volere dell'imperatore Massimiano tra il III e il IV secolo sul letto del torrente Nirone nell'epoca in cui Mediolanum fu capitale dell'Impero romano d'Occidente (ruolo che ricoprì dal 286 d.C. al 402 d.C.). Il circo andò probabilmente distrutto nell'aprile del 1162 quando Federico I Barbarossa assediò e rase al suolo Milano, intimorito dal potere che la città aveva acquisito durante l'XI secolo.
Il circo occupava un'area grossomodo compresa tra le moderne corso Magenta, via del Torchio, via Brisa, via Cappuccio, via Circo e via Morigi. Della costruzione originaria si sono conservate parti delle fondamenta delle gradinate, scoperte in alcune cantine di via Brisa e via Morigi, e alcuni residui in muratura in via Circo e in via Vigna, isolati dalle costruzioni vicine e visibili dall'interno del cortile di immobili moderni. La parte meglio conservata della struttura è una delle due torri laterali dei carceres, ovvero dei cancelli di partenza delle bighe, che è giunta sino a noi praticamente integra essendo poi diventata il campanile della chiesa di San Maurizio al Monastero Maggiore.

## Storia

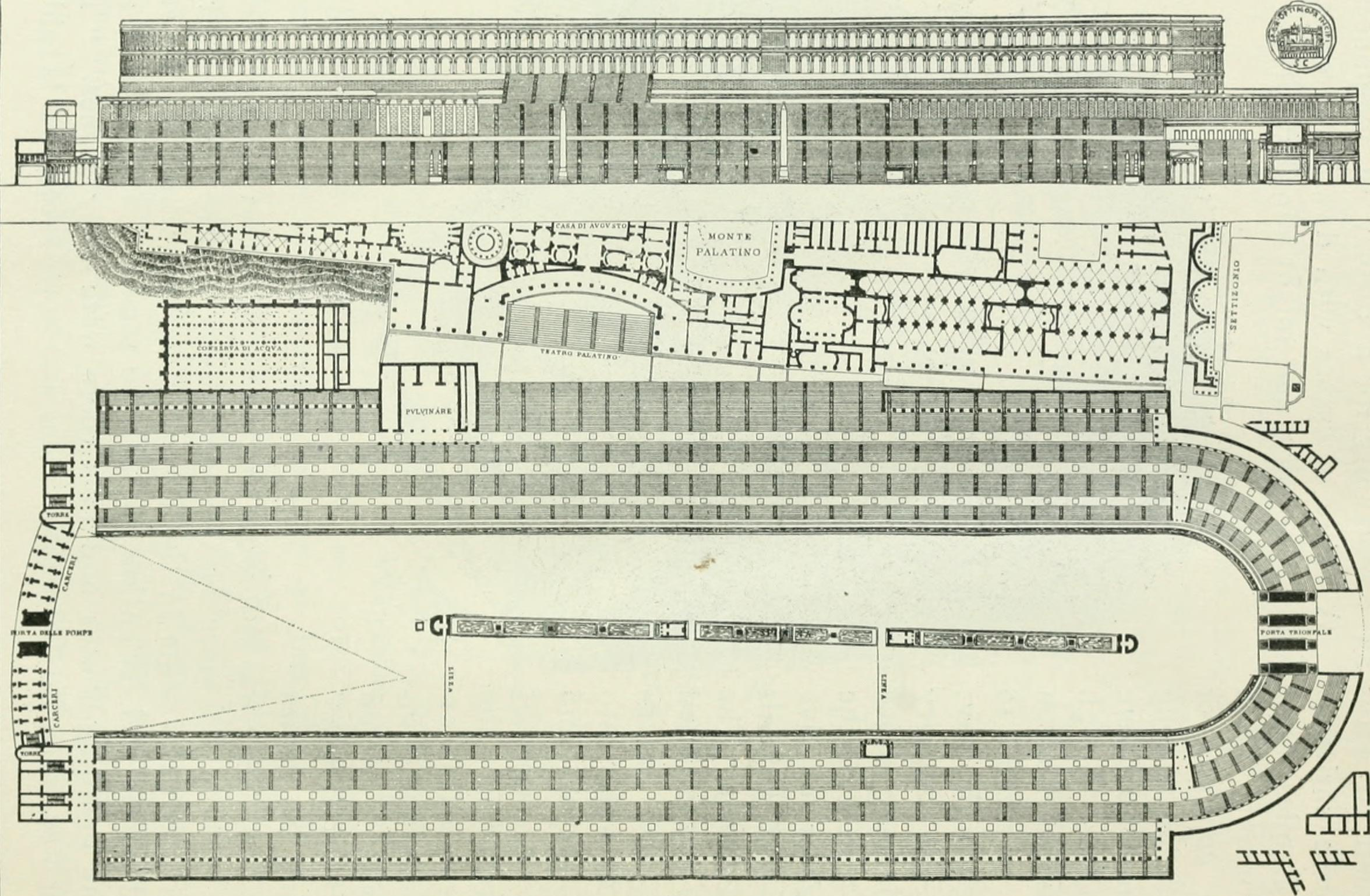
Pianta del Circo Massimo di Roma. All'estrema sinistra si riconoscono i carceres, ovvero i cancelli di partenza da cui partivano le bighe, anch'essi caratterizzati da due torri laterali. Una delle due torri si vede in sezione nel disegno soprastante

Il circo romano di Milano venne edificato per volere dell'imperatore Massimiano tra il III e il IV secolo sul letto del torrente Nirone nell'epoca in cui Mediolanum (l'odierna Milano) fu capitale dell'Impero romano d'Occidente (ruolo che ricoprì dal 286 d.C. al 402 d.C.), nella parte occidentale della città, in prossimità del Palazzo imperiale romano di Milano e delle mura romane di Milano.
In questo modo il circo era facilmente raggiungibile sia da coloro che abitavano fuori dalle mura, sia dall'imperatore, che attraverso un passaggio privato poteva raggiungere la tribuna a lui dedicata all'interno del circo senza dover uscire dal palazzo.
La presenza dell'imperatore durante le corse era degna di nota perché era uno dei rari momenti dove il sovrano concedeva la propria presenza ai sudditi. In essi mostrava la propria benevolenza, anche con l'elargizione di denaro, così come accadeva a Roma. Il circo romano di Milano era quindi il luogo dove il popolo poteva vedere più facilmente l'imperatore.
I circhi romani venivano costruiti di solito all'interno delle mura difensive proprio per questa sua importante funzione, a differenza dell'anfiteatro, solitamente collocato al di fuori delle mura cittadine soprattutto per questioni di ordine pubblico (fatto che avvenne anche per l'anfiteatro romano di Milano) e di afflusso e deflusso degli spettatori. Spesso il tifo legato agli spettacoli che avvenivano negli anfiteatri sfociava infatti in disordini.
Il circo romano di Milano sopravvisse ai saccheggi di Alarico e all'assedio di Milano durante la guerra gotica, tant'è che nel luglio del 604 Adaloaldo, figlio di Agilulfo e Teodolinda, vi venne incoronato re di Longobardi e re d'Italia, segno che l'imponente edificio si era conservato in buone condizioni. Il circo andò probabilmente distrutto nell'aprile del 1162 quando Federico I Barbarossa assediò e rase al suolo Milano, intimorito dal potere che la città aveva acquisito durante l'XI secolo.

## L'edificio

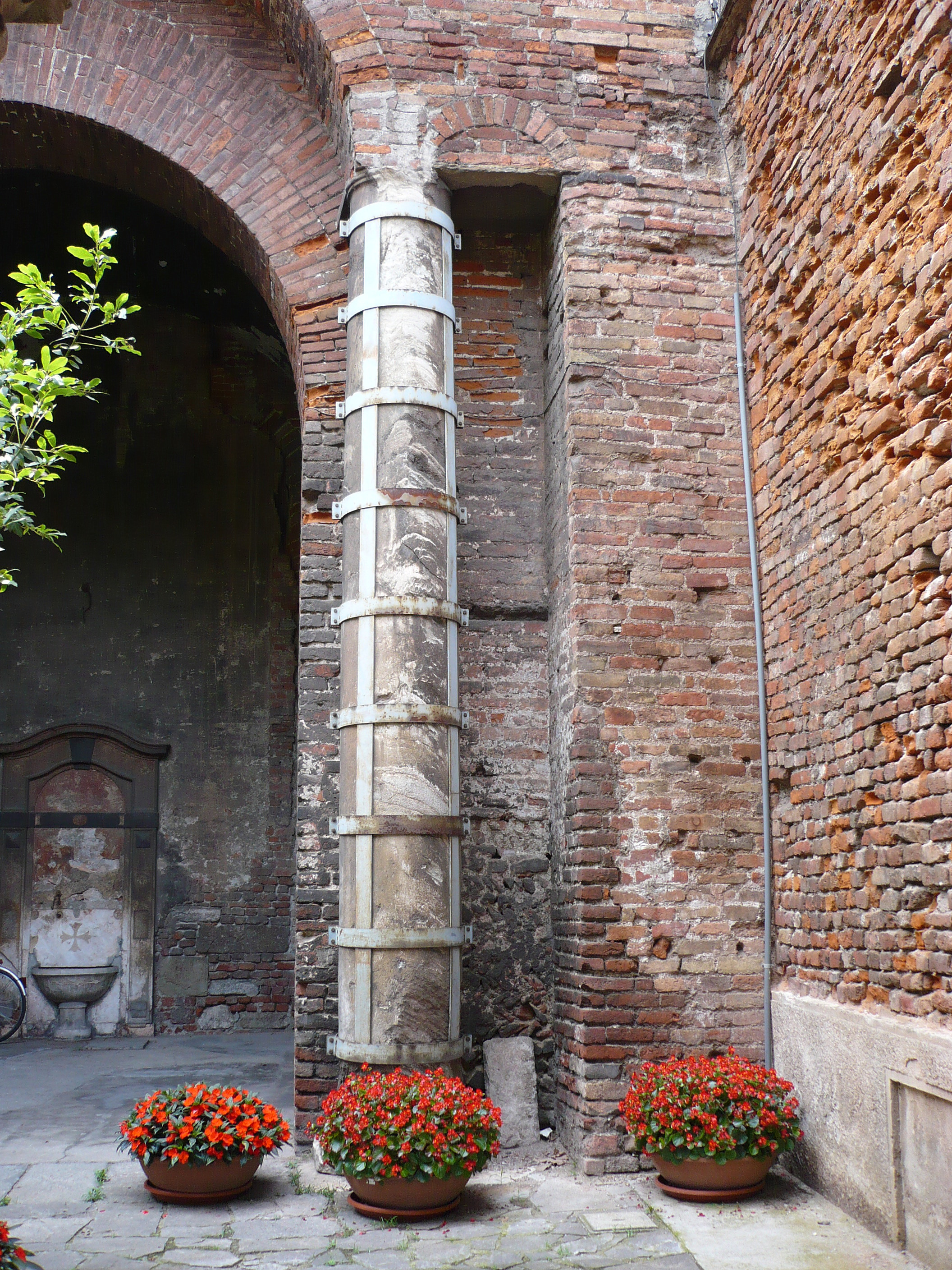
Una delle colonne dei carceres del circo romano di Milano

Poche città romane potevano vantare di possedere un circo, poiché era simbolo di un grande potere economico, visto il costo del mantenimento di una struttura così grande e dei cavalli, e militare. Nel Nord Italia, oltre a Mediolanum (oggi Milano), solo Aquileia possedeva un circo. Il circo romano di Milano era principalmente utilizzato per gare sportive a cavallo, guidate sia da bighe che da quadrighe, ed eccezionalmente per combattimenti tra gladiatori.
Il Circus era posizionato nella parte ovest della città di Mediolanum. L'edificio misurava 470 metri in lunghezza e 85 in larghezza, e fu il più grande costruito durante l'epoca della Tetrarchia di Diocleziano. Era costituito da due piste rettilinee unite da due curve, con le due parti rettilinee che erano divise da un cordolo rialzato chiamato spina. La spina aveva un aspetto monumentale dato che era impreziosita da statue, edicole, colonne e fontane; ai suoi estremi erano presenti due strutture circolari chiamate metae. L'arena del circo misurava 460 metri di lunghezza e 67/68 metri di larghezza (con una larghezza media delle gradinate della cavea di 9-11 metri).
Tale configurazione è facilmente riscontrabile anche nei resti del Circo Massimo di Roma. I due estremi del circo romano di Milano avevano però un aspetto diverso, poiché una parte fungeva da raccordo tra le due gradinate laterali, dove sedevano gli spettatori, mentre l'altra aveva una funzione monumentale e fungeva da ingresso. Vi erano, in quest'area, i carceres, ossia i cancelli di partenza da cui partivano le bighe (carri trainati da due cavalli) o le quadrighe (carri trainati da quattro cavalli). Alle due estremità del carceres erano presenti due torri, una delle quali è giunta sino a noi.
Le torri dei carceres avevano originariamente, sui quattro lati, degli archi a tutto sesto, con gli archi posti verso settentrione e verso meridione che erano alti 5,3 metri e che avevano la funzione di dare l'accesso, da nord, alle gradinate, e con gli archi posizionati verso occidente e verso oriente che erano alti 8 metri; questi ultimi avevano una dimensione maggiore perché avevano anche la funzione, oltre a quella di accesso alla gradinate, di dare un ingresso monumentale ai carceres. Era proprio in corrispondenza dei carceres che era presente un camminamento protetto a due livelli che collegava il circo con le mura romane di Milano e con il Palazzo imperiale romano di Milano.
Le gradinate erano inoltre suddivise in diverse sezioni: vi era una tribuna riservata all'imperatore, una tribuna ai giudici e diverse gradinate dedicate al popolo. Le gare si svolgevano in senso antiorario e si componevano di sette giri della pista, che terminavano una volta raggiunta la meta, situata in prossimità della tribuna dei giudici.
La sistemazione del circo nei pressi del palazzo imperiale di Milano, che continuò la tradizione offerta dal Circo Massimo di Roma, su cui si affacciavano i Palazzi imperiali del Palatino, servirà come esempio per la costruzione del palazzo imperiale di Costantinopoli e del circo di Costantinopoli. Il circo romano di Milano era privo della porta trionfale, in genere situata al centro di una delle due curve, che serviva a far uscire con tutti gli onori i vincitori delle gare.

## Resti

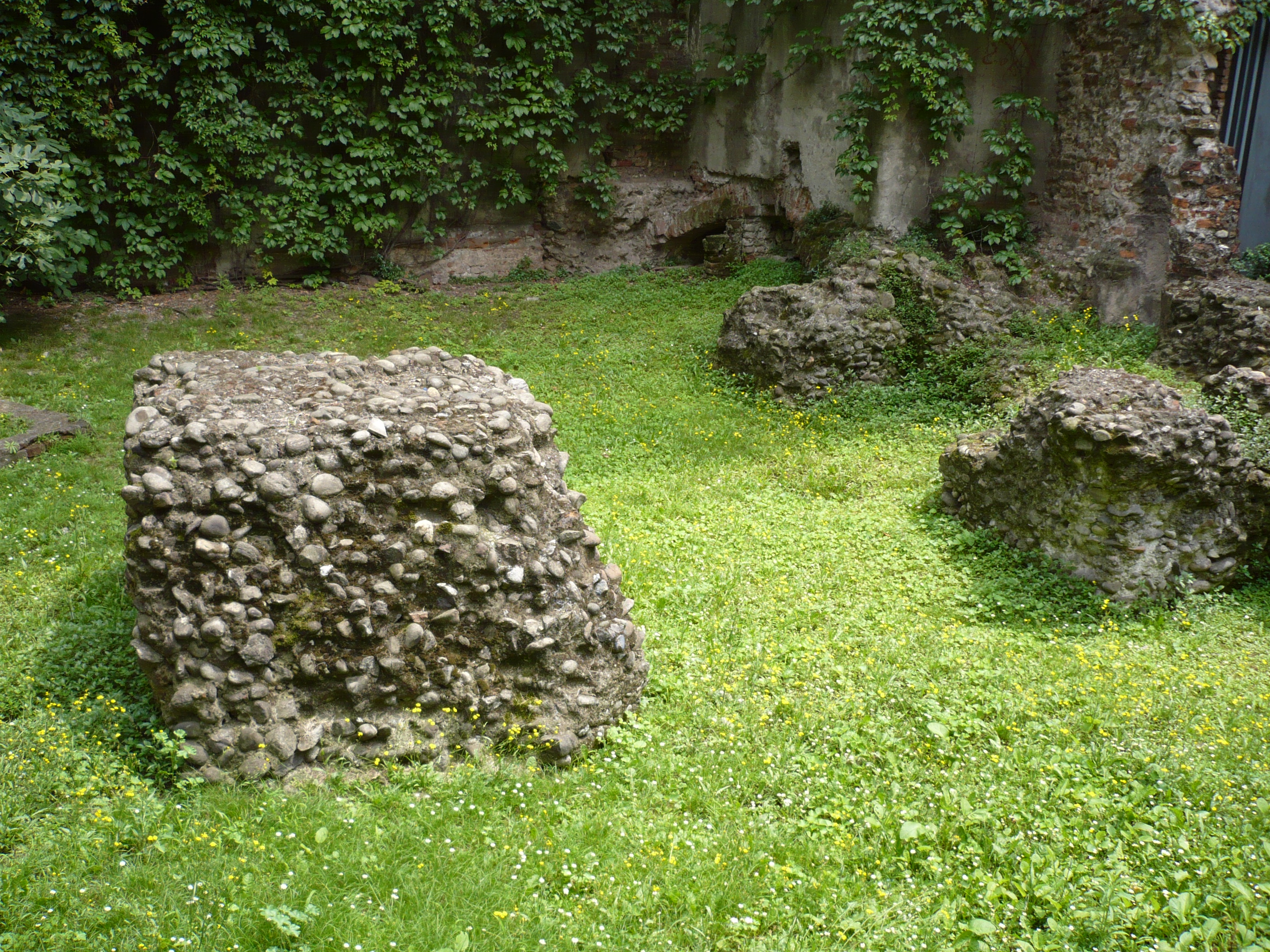
I resti del circo romano di Milano in via Circo n. 9

L'antica Milano romana (Mediolanum) sovrapposta alla Milano moderna. Il rettangolo più chiaro al centro, leggermente sulla destra, rappresenta la moderna piazza del Duomo, mentre il moderno Castello Sforzesco si trova in alto a sinistra, appena fuori dal tracciato delle mura romane di Milano. Al centro, indicato in rosso salmone, il foro romano di Milano, mentre in verde il quartiere del palazzo imperiale romano di Milano

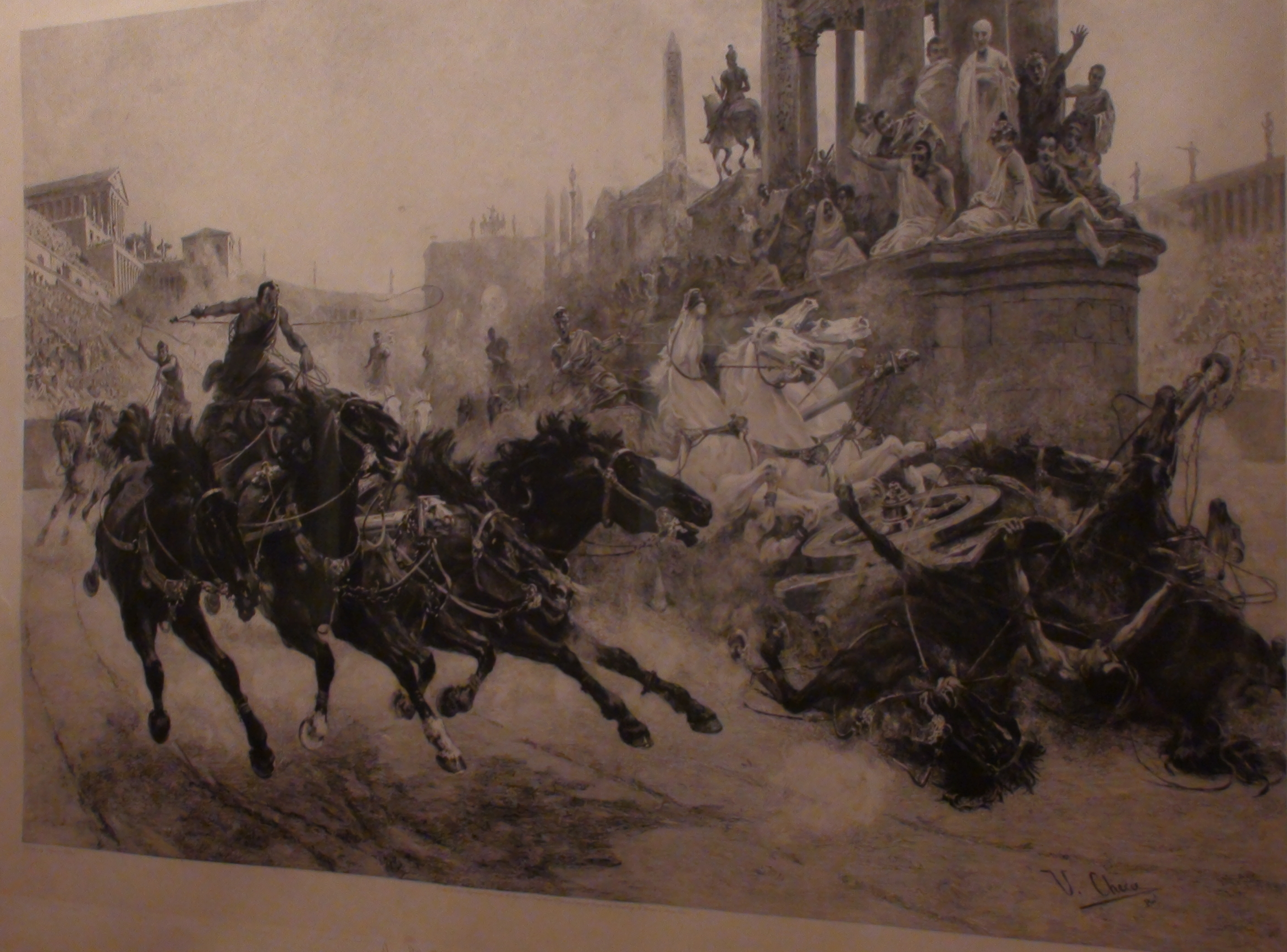
Ricostruzione immaginaria delle corsa dei carri in un circo dell'antica Roma. Sulla destra si riconosce la spina

Il circo occupava un'area grossomodo compresa tra le moderne corso Magenta, via del Torchio, via Brisa, via Cappuccio, via Circo e via Morigi. Della costruzione originaria si sono conservate parti delle fondamenta delle gradinate, scoperte in alcune cantine di via Brisa e via Morigi, e alcuni residui in muratura in via Circo e in via Vigna, isolati dalle costruzioni vicine e visibili dall'interno del cortile di immobili moderni. La moderna via Circo a Milano mantiene grossomodo ancora oggi l'andamento della curvatura dell'emiciclo che fungeva da raccordo tra le due piste del circo romano di Milano, assunta da edifici moderni sorti all'interno delle rovine della struttura, come accadde per piazza dell'Anfiteatro a Lucca o alle vie costruite nei pressi dell'anfiteatro romano di Firenze.
In particolare, in via Vigna 1, all'interno del cortile di un moderno edificio, sono presenti importanti resti del circo che corrispondono a circa 30 metri dell'antico muro perimetrale esterno orientale. All'epoca si trovavano nei pressi del Palazzo imperiale romano di Milano. Sono anche visibili 4 metri dell'ambulacro che permetteva il passaggio pedonale sotto le gradinate oltre che un tratto di muro contraddistinto da sei archi a sesto ribassato ampi 3,25 metri che corrispondevano alle volte che all'epoca sorreggevano le gradinate degli spettatori. Per visitare questi resti è necessario farne richiesta alla portineria dello stabile di via Vigna 1.
In via Circo 9 e 11 sono invece conservati, sempre nei cortili di moderni edifici, i resti di circa 10 metri della curva sudoccidentale del circo. Lo spessore di questo muro, che era di circa 2 metri, corrispondente al doppio rispetto alla norma, era maggiorato perché assolveva anche una funzione difensiva visto che poco più avanti si congiungeva alle mura romane di Milano. Era anche provvisto di un camminamento superiore per le guarnigioni di soldati. In un tratto di questi resti, che è alto circa 12 metri, sono ancora visibili due nicchie con feritoie che servivano ai soldati a presidiare la zona. Nel cortile del moderno stabile al civico 11 sono presenti anche le fondamenta di un altro tratto di muro e una delle colonne che sorreggevano l'ambulacro. Per visitare questi resti è necessario farne richiesta alle portinerie degli stabili di via Circo.
La parte meglio conservata del circo romano di Milano è una delle due torri laterali (per la precisione, quella occidentale) dei carceres, che è giunta sino a noi praticamente integra. È visibile da via Luini e dal giardino del Civico museo archeologico di Milano, il cui ingresso è in corso Magenta 15. Queste due torri, che erano situate, considerando la Milano moderna, nei pressi di corso Magenta, servivano a dare al circo una funzione monumentale. Nonostante sia stata rimaneggiata nei secoli successivi, la torre superstite deve la conservazione del basamento e del suo nucleo al suo utilizzo già nell'VIII secolo come torre campanaria della chiesa di San Maurizio al Monastero Maggiore di via Luini. Di rilievo storico, della torre superstite, sono una mensola in marmo e due colonne, che sono ancora visibili sulla torre e che risalgono all'epoca romana insieme alla loggia superiore colonnata. Le fondazioni della torre superstite sono in ciottoli immersi nella malta, mentre le pareti laterali sono in mattoni.
Sono inoltre visibili, dell'antico circo, inglobate nella torre, il fusto di una colonna priva di capitello e una mensola decorata con foglie d'acanto appartenente alla struttura originaria oppure al Palazzo imperiale romano di Milano. Nel vicino giardino del Civico museo archeologico di Milano è visibile inoltre un tratto di muro e una torre delle mura romane di Milano che costeggiavano il circo. Nei pressi di queste mura è anche visibile un'abside, un tempo posizionata nei pressi della curva occidentale del circo, dove prendevano posto per assistere alle gare i giudici oppure l'imperatore.

## Mappa dettagliata di Mediolanum

Mappa dell'antica Milano romana (Mediolanum) (secoli III-V) con indicate le mura e le porte romane di Milano, il foro romano di Milano, il teatro romano di Milano, l'anfiteatro romano di Milano, il circo romano di Milano, l'area del palazzo imperiale romano di Milano (in rosa più tenue), la zecca romana di Milano, le terme Erculee, il mausoleo imperiale di Milano, la via Porticata con l'arco trionfale, i magazzini annonari romani di Milano (lat. horrea), il porto fluviale romano di Milano, i castelli romani di Milano e le basiliche paleocristiane di Milano